# Categorias (Aristóteles)
Categorias (em grego:  Κατηγορίαι, em latim: Categoriae ou Praedicamenta) é o texto que abre não apenas o Organon — o conjunto de textos lógicos de Aristóteles — como também o Corpus aristotelicum. O livro é dividido em duas partes: a primeira, que se estende do capítulo I ao IX, é chamada de Praedicamenta e considera-se genuinamente aristotélica; já a segunda parte, que se estende do capítulo X ao XV é chamada de Post-Praedicamenta e não há certeza se a autoria é de Aristóteles.
O objetivo de Aristóteles nessa obra é classificar e analisar os dez tipos de predicados ou gêneros do ser (κατηγορία significa justamente predicado), isto é, quais são as dez categorias segundo as quais todo objeto no mundo pode ser classificado.
As categorias são:
- substância (οὐσία, ousia, substantia),
- quantidade (ποσόν, posón, quantitas),
- qualidade (ποιόν, poión, qualitas),
- relação (πρός τι, relatio),
- lugar (ποῦ, ubi),
- tempo (ποτέ, quando),
- estado (κεῖσθαι, situs),
- ter (ἔχειν, habere),
- ação (ποιεῖν, actio) e
- paixão (πάσχειν, passio).

Algumas vezes, as categorias são também chamadas de classes.
Segundo o filósofo:
As palavras sem combinação umas com as outras significam por si mesmas uma das seguintes coisas: o que (substância), o quanto (quantidade), o como (qualidade), com o que se relaciona (relação), onde está (lugar), quando (tempo), como está (estado), em que circunstância (hábito), atividade (ação) e passividade (paixão). Dizendo de modo elementar, são exemplos de substância, homem, cavalo; de quantidade, de dois côvados de largura, ou de três côvados de largura; de qualidade, branco, gramatical; de relação, dobro, metade, maior; de lugar, no Liceu, no Mercado; de tempo, ontem, o ano passado; de estado, deitado, sentado; de hábito, calçado, armado; de ação, corta, queima; de paixão, é cortado, é queimado (Cat., IV, 1 b).
Desde a antiguidade, há muitas incertezas quanto ao tema das Categorias. Há quem diga ser o texto um tratado de lógica, enquanto outros pensam tratar-se de uma obra sobre metafísica. Estas possibilidades de interpretação são problematizadas por Porfírio em Isagoge, em que Porfírio questiona se os gêneros e as espécies (substâncias segundas) são realidades subsistentes ou apenas conceitos mentais. Foi justamente a Isagoge e este questionamento originado pelas Categorias que veio a desencadear a querela dos universais na filosofia medieval.

## Traduções
Em língua portuguesa, existem as seguintes traduções das Categorias:
Aristóteles, Categorias. Tradução, introdução e comentário por Ricardo Santos. Porto: Porto Editora. 1995.
Em língua espanhola, existem as seguintes traduções das Categorias:
Aristóteles, Tratados de Lógica (El Organon). Tradução de Patricio de Azcárate. Ciudad de Mexico: Editorial Porrúa. 1977.